# ماركو غريكو
ماركو غريكو (بالبرتغالية: Marco Greco‏) مواليد 1 ديسمبر 1963، هو متسابق دراجات نارية برازيلي. نافس في سباقات بطولة العالم لفئة 500 سي سي.

## روابط خارجية
- ماركو غريكو على موقع DriverDB.com (الإنجليزية)